# جوریاب
جوریاب، روستایی است از توابع بخش لشت نشا شهرستان رشت در استان گیلان ایران.
جوریاب روستایی در بخش لشت نشا شهرستان رشت دراستان گیلان است.
شغل اکثر مردم این روستا کشاورزی است. البته نگهداری دام به صورت خانگی نیز یکی دیگر از منابع درآمد مردم می‌باشد. علاوه بر آن از کنار جاده در هر طرف، پس از پشت سرگذاردن منازل مسکونی - که اغلب ویلایی و دارای حیاطهای بزرگی است که از آن به عنوان باغچه استفاده می‌شود و مایحتاج اولیه مثل سبزیجات از آن تأمین می‌شود - به زمین‌های کشاورزی می‌رسیم. زمین‌های کشاورزی این منطقه به دلیل رطوبت زیاد هوا و بارندگی قابل توجه و همچنین قرار گرفتن در ارتفاع پایین‌تر از سطح دریا، در اغلب اوقات سال مملو از آب است و در این زمین‌ها تنها برنج کشت می‌شود. البته در تابستانها و پس از برداشت محصول که زمین کمی خشک‌تر است محل انجام بازی‌های محلی شده و گاهی هم به زمین فوتبال تبدیل می‌گردد. زمین‌های ضلع شرقی این روستا تصحیح ارازی شده‌است و همچنین در سال‌های اخیر تعدادی از زمین‌های زراعی به استخر ماهی تبدیل شده‌است. اکثریت جمعیت موجود در این روستا مهاجرت نموده‌اند. مرحوم رضا سالاری از تعذیه خوانان معروف گیلانی در این روستا سکونت داشت و قبر او در مزار جوریاب می‌باشد. جوریاب از شمال به نوحدان، از شرق به نورود، از جنوب به سالستان و جو پوشت و از غرب به چافوچاه و مامودان منتهی می‌شود و از دو محله (بالامحله جوریاب و پایین محله جوریاب) تشکیل شده‌است.
روستای زیبای جوریاب
جوریاب نام روستایی واقع در خطهٔ سرسبز کشورمان گیلان همیشه سبز.
جوریاب از روستاهای شهر رشت می‌باشد.
روستای جوریاب از توابع بخش لشت نشا می‌باشد.
مردم این روستا بسیار ساده دل و مهربان می‌باشند و شغل اکثریت آن‌ها کشاورزی می‌باشد.

## جمعیت
این روستا در دهستان گفشه لشت نشا قرار دارد و براساس سرشماری مرکز آمار ایران در سال ۱۳۸۵، جمعیت آن ۷۵۴ نفر (۲۷۳خانوار) بوده‌است.
که البته اکثر بومی ها به شهر های دیگر نقل مکان کرده اند.

## اقتصاد
اقتصاد این روستا بر پایه کشاورزی و دامداری است. فعالیت اصلی مردم این روستا در بخش کشت برنج می‌باشد.

## امکانات
از امکانات موجود در این روستا می‌توان به خانه بهداشت، کارخانه برنج کوبی، مخابرات و مسجد اشاره کرد. لوله کشی گاز در سال ۹۵ انجام شده. این روستا دو بخش بالا محله جوریاب و پایین محله جوریاب دارد و در مرکز این روستا چندین مغازه وجود دارد.